# Brooklyn, U.S.A.
Brooklyn, U.S.A. ist ein US-amerikanischer Kurzfilm aus dem Jahr 1947 von Arthur Cohen, der von Thomas Mead produziert wurde.
Der Film wurde am 31. Juli 1947 uraufgeführt.

## Inhalt
Vertiefender Reisebericht, in dem die Metropole New York im Mittelpunkt steht, und ganz besonders Brooklyn, einer der fünf Stadtbezirke von New York, im Südosten der Stadt am westlichen Ende von Long Island gelegen. Brooklyn wurde 1634 von den Niederländern unter dem Namen Breuckelen gegründet und war bis zur Eingemeindung nach New York 1898 eine eigenständige Stadt. Brooklyn hat sich stets eine stark ausgeprägte Eigenständigkeit bewahrt.

## Weitere Filme über Brooklyn
Thomas Mead produzierte 1948 Brooklyn Makes Capital und im Anschluss daran 15 weitere Filme seiner Filmreihe Brooklyn goes to …, angefangen im Februar 1954 mit Brooklyn Goes To Chicago, endend 1961 mit Brooklyn Goes To Mexico. Arthur Cohen trat stets als Regisseur auf und Ted De Corsia überwiegend als Erzähler.

## Auszeichnung
Produzent Thomas Mead war auf der Oscarverleihung 1948 mit dem Film für einen Oscar in der Kategorie „Bester Kurzfilm“ (1 Filmrolle) nominiert, konnte sich jedoch nicht gegen Herbert Moulton und seinen Film Goodbye, Miss Turlock durchsetzen, der der Lehrerin Miss Turlock ein Denkmal setzt und das Verschwinden kleiner Landschulen in Amerika bedauert.